# Omicron Columbae
Omicron Columbae (11 Columbae) é uma estrela na direção da constelação de Columba. Possui uma ascensão reta de 05h 17m 29.02s e uma declinação de −34° 53′ 39.8″. Sua magnitude aparente é igual a 4.81. Considerando sua distância de 110 anos-luz em relação à Terra, sua magnitude absoluta é igual a 2.17. Pertence à classe espectral K0/K1III/IV.